# اچ‌ام‌اس بی۷
اچ‌ام‌اس بی۷ (به انگلیسی: HMS B7) یک زیردریایی بود که طول آن ۱۳۵ فوت (۴۱ متر) بود. این زیردریایی در سال ۱۹۰۵ ساخته شد.